# Brunhozinho, Castanheira e Sanhoane
Brunhozinho, Castanheira e Sanhoane (oficialmente: União das Freguesias de Brunhozinho, Castanheira e Sanhoane) é uma freguesia portuguesa do município de Mogadouro, com 42,76 km² de área e 216 habitantes (censo de 2021). A sua densidade populacional é 5,1 hab./km².

## História
Foi criada aquando da reorganização administrativa de 2012/2013, resultando da agregação das antigas freguesias de Brunhozinho, Castanheira e Sanhoane.

## Demografia
A população registada nos censos foi:
| Distribuição da População por Grupos Etários | Distribuição da População por Grupos Etários | Distribuição da População por Grupos Etários | Distribuição da População por Grupos Etários | Distribuição da População por Grupos Etários | Distribuição da População por Grupos Etários |
| -------------------------------------------- | -------------------------------------------- | -------------------------------------------- | -------------------------------------------- | -------------------------------------------- | -------------------------------------------- |
| Antes da agregação                           |                                              |                                              |                                              |                                              |                                              |
| Ano                                          | 0-14 anos                                    | 15-24 anos                                   | 25-64 anos                                   | >= 65 anos                                   | Total                                        |
| 2001                                         | 30                                           | 44                                           | 200                                          | 115                                          | 389                                          |
| 2011                                         | 16                                           | 18                                           | 129                                          | 126                                          | 289                                          |
| Após a agregação                             |                                              |                                              |                                              |                                              |                                              |
| Ano                                          | 0-14 anos                                    | 15-24 anos                                   | 25-64 anos                                   | >= 65 anos                                   | Total                                        |
| 2021                                         | 9                                            | 11                                           | 98                                           | 98                                           | 216                                          |